# Вирусная нагрузка
Вирусная нагрузка — это показатель количества вируса в организме при инфекционном заболевании. Обычно определяется по количеству вирусных частиц в жидкостях организма, в частности, в плазме крови (на 1 мл).
В случае ВИЧ-инфекции чем выше количество вируса, тем больше риск передачи его партнерам половым, наркотическим или вертикальным путем (от инфицированной матери к ребенку во время беременности, родов, кормления грудным молоком) и выше возможность развития некоторых оппортунистических заболеваний, возникающих на фоне слабого иммунитета, например, туберкулеза, пневмоцистной пневмонии или онкологии.
Нулевая вирусная нагрузка у ВИЧ-инфицированных пациентов – это показатель эффективного качества лечения. Это значит, что пациенты находятся вне зоны риска развития СПИДа: снижения иммунитета, развития оппортунистических заболеваний. Кроме того, пациенты с неопределяемой вирусной нагрузкой при любых обстоятельствах не смогут передать вирус партнерам, что является важным фактором, влияющим на ограничение распространения ВИЧ-инфекции.

## См.также
- Вирулентность
- Инфицирующая доза
- Индекс репродукции
- Контагиозность
- Патогенность
- Эпидемический процесс